# لیلیان واتسون
 لیلیان واتسون (انگلیسی: Lilian Watson؛ زاده ۱۷ سپتامبر ۱۸۵۷ درگذشته ۲۷ مهٔ ۱۹۱۸) یک تنیس‌باز اهل بریتانیا بود.